# 83 Dywizja Piechoty (Imperium Rosyjskie)
83 Dywizja Piechoty (ros. 83-я пех. дивизия) – rezerwowa dywizja piechoty Imperium Rosyjskiego, okresu działań zbrojnych I wojny światowej.
Powstała z 48 Dywizji Piechoty z Samary (24 Korpus Armijny, 8 Armia).

## Struktura organizacyjna
Lipiec 1914:
- dowództwo dywizji
- 329 Buzułukski pułk piechoty
- 330 Złatoustowski pułk piechoty
- 331 Orski pułk piechoty
- 332 Obojański pułk piechoty